# إرنست توللر
إرنست توللر (بالألمانية: Ernst Toller). هو كاتب مسرحي تعبيري ألماني. ولد عام 1893 في مدينة بوزن، وتوفي منتحراً عام 1939 في نيويورك. كان إرنست توللر ابناً لأحد عائلات التجار اليهودية. ودرس في جرنوبل الحقوق. وتطوع في الحرب العالمية الأولى، إلا أنه أُصيب عام 1916 إصابة بالغة فسرح من الجيش. وبسبب نشاطه السياسي حكم عليه عام 1919 بالاعتقال لمدة خمس سنوات، وبعد ذلك عاش في برلين. هاجر توللر عام 1933 إلى أمريكا وتوفي هناك منتحراً عام 1939.

## أعماله
- جماهير الإنسان. مسرحية مستوحاة من الثورة الاجتماعية للقرن العشرين «Masse-Mensch. Ein Stück aus der sozialen Revolution des 20» (مسرحية شعرية 1921).
- هوبلا، مازلنا نحيا «Hoppla, wir leben» (مسرحية 1927).
- شباب في ألمانيا «Ein Jugend in Deutschland» (سيرة ذاتية 1933).
- خطابات من السجن (1935) «Briefe aus dem Gefangnis»

## روابط خارجية
- إرنست توللر على موقع IMDb (الإنجليزية)
- إرنست توللر على موقع الموسوعة البريطانية (الإنجليزية)
- إرنست توللر على موقع ميوزك برينز (الإنجليزية)
- إرنست توللر على موقع أول موفي (الإنجليزية)
- إرنست توللر على موقع قاعدة بيانات برودواي على الإنترنت (الإنجليزية)
- إرنست توللر على موقع إن إن دي بي (الإنجليزية)
- إرنست توللر على موقع ديسكوغز (الإنجليزية)
- إرنست توللر على موقع قاعدة بيانات الفيلم (الإنجليزية)
- إرنست توللر على موقع كينوبويسك (الروسية)